# 埃彭施泰因
埃彭施泰因是奥地利施蒂利亚州尤登堡县的一个市镇。总面积57.53平方公里，总人口1364人，人口密度23.7人/平方公里（2005年）。